# فوكس (موقع ويب)
فوكس أي ڤوكس (بالإنجليزية: Vox) هو موقع أخبار ورأي الكتروني أمريكي. الموقع مملوك من قبل شركة ڤوكس ميديا (Vox Media). أسسها صحفي إيزرا كلاين وصحفية مليسا بال في عام 2014 . فوكس معروف بما يسمي «الصحافة التفسيرية» واستخدامه لتقنية «أكوام البطاقات» التي توفر معاني ومعلومات سياقية في المقالة. وقد وصف الموقع  بأنه ذا ميول ليبرالية أو تقدمية.

## تاريخ
إيزرا كلاين ترك صحيفة ذا واشنطن بوست في يناير 2014 للحصول على وظيفة مع شركة فوكس ميديا التي تنشر موقع «إس بي نايشن» للرياضة و«ذا فارج» للتقنية و«بوليگون» للألعاب الإلكترونية. وصفت صحيفة ذا نيو يورك تايمز شركة ڤوكس ميديا بأنها «شركة تقنية تنتج الإعلام» بدلا من عكسه الذي ينتسب إلى وسائل الإعلام القديمة. سعى كلاين أن «يحسن تقنية الأخبار» ويبني منصة إلكترونية أفضل تجهيزا لجعل الأخبار مفهومة. اختير موظفو الموقع الجديد العشرون لخبراتهم في مجالات مواضيع معينة ومن ضمنهم صحفيي ماثيو إكلازياز ومليسا بال وزملاء كلاين من ذا واشنطن بوست.
انطلق موقع ڤوكس أبريل سنة 2014 مع كلاين رئيسا للتحرير. ومقاله التحريري الافتتاحي «كيف السياسة تجعل مننا حمقى» شرح خيبة أمله من الاستقطاب السياسي في إطار نظريات الأستاذ في كلية الحقوق بجامعة ييل دان كايهان عن كيفما يحمي الناس أنفسهم من معلومات تتصادم بمعتقداتهم الأساسية.